# Evangélikus templom (Makó)
A makói evangélikus templom a Vásárhelyi út és a Luther utca kereszteződésében áll. 1903-ban épült neogót stílusban.

## Története, jellemzői
1883. november 11-én hozta létre Draskóczy Ede lelkész a templom építésére szolgáló alapot. 1903-ra ennek értéke már 20 000 korona körül mozgott. Jóllehet a kiviteli tervet eredetileg Csorba József készítette, és ennek az elkészítése majd 4000 koronával kevesebbe is kerül volna, a templom mégis Bánszky Mihály műépítész alternatív terve alapján épült föl; a kivitelező Kövecs Antal építész volt. Az alapkövet 1903. május 26-án tették le, az új templomot Sárkány Sámuel püspök  szentelte föl december 13-án.
A bélletes fenyőfa kapuzat szerényen díszített, kovácsoltvas pántos; fölötte kőkereszt, afölött rózsaablak található. A középső szint nyílászárói keskeny, csúcsíves hármas ablakok, a fölső szinten zsalus ikerablakokat helyeztek el. A templomhajót tagoló elemei a támpillérek, közöttük két-két csúcsíves ablak található, födéme rabic rendszerű csúcsíves keresztboltozat. Belsejében gránittábla örökítette meg a templomépítő lelkész érdemeit. A szentélynél négy támpillér és három keskeny ablak, északi részén sekrestye kapott helyet.
A főtorony háromszintes, sarkait klinkertéglával falazták, a belső mezők kőporos vakolásúak. Oromfalain toronyóra-számlap utánzatot helyeztek el, sisakja bádoggal fedett. A csúcson gömb és buzogány látható. A két lépcsőtorony szorosan a főtorony mellett található, rajta 3–3 egyszárnyú ablak és 3–3 körablak engedi át a fényt. Belsejükben 55 lépcsőfokos csigalépcső vezet fölfele. A bádoggal fedett sisakok csúcsain szélzászló díszeleg.
Belsejében csúcsíves kivitelű fenyőfa oltár áll, a szobrász ékítmények cibolyafából készültek. A szintén fenyőfából készített szószék nyolcszögletű, díszes baldachinnal és hátfallal ellátott. Sarkai faragott oszlopfejek díszítik. A végfejes padokból összesen 25 készült. 1913 óta belsejében egy 24 üveggömbös bronz csillár és falikaros lámpák világítanak. A fűtésről két nagyméretű zománcos kályha gondoskodik. A korábbi haranglábat lebontották, a templom tornyában pedig elhelyezték az ország első acélharangját.
2005 őszén európai uniós forrásból renoválták a templomot: újrafestették a belsejét, kijavították a födém és a tető hibáit. Külseje hófehér nemes vakolatot és új lábazatot is kapott. Felújították a járdát, új kerítést készítettek, és az épület akadálymentesítése is megtörtént.